# Мурурата (деревня)
Мурурата (айм. Mururata — «обезглавленный») — деревня в тропических боливийских юнгах на территории современной Боливии. Вероятно, своё название получила от одноимённой вершины в Боливийских Андах.
Это культурная столица церемониальной афро-боливийской (англ.) монархии в составе многонационального государства Боливия.
Жители главным образом занимаюются сельским хозяйством: выращивают коку, цитрусовые и кофе. В 2021 году была отремонтирована главная площадь деревни, под руководством короля — Хулио Бонифасом Пинедо (англ.).

## Культура
Первоначально этот район был заселен в 16 веке. Во времена испанского колониализма с 17 века на серебряных рудниках использовался африканский рабский труд. В 19 веке, после отмены рабства, освобожденные рабы и основали деревню Мурурата.
Первым королем Афроболиванцев стал Принц Учичо. Он был сыном Синегальского короля и был продан в рабство в Боливию. Где, через 12 лет после прибытия, в 1832 году был признан королем другими рабами и освобожден от работы. Коронация происходила в поместье Пинедо в деревне Мурурата.
18 апреля 1992 года коронация нынешнего короля Хулио Бонифаса Пинедо тоже проходила в королевском поместье Пинедо в центре Мурурата.